# Moundsville
Moundsville ist eine City des US-amerikanischen Bundesstaates West Virginia und der Verwaltungssitz (County Seat) des Marshall County. Das U.S. Census Bureau hat bei der Volkszählung 2020 eine Einwohnerzahl von 8093 ermittelt. Moundsville liegt am Ohio River.

## Geschichte
Im Jahr 1771 bauten die englischen Kolonisten Samuel und James Tomlinson eine Hütte an der Stelle, die später Moundsville wurde, obwohl sie dort nicht überwinterten und nach Angriffen durch amerikanische Ureinwohner tatsächlich für mehrere Jahre wegzogen. Elizabethtown, wie Tomlinsons Gemeinde genannt wurde, wurde 1830 begründet und wurde bei der Gründung von Marshall County im Jahr 1835 zum County Seat. In der Nähe wurde 1832 die Stadt Mound City gegründet. Die beiden Städte schlossen sich 1865 zu Moundsville zusammen. 1852 wurde eine Strecke der Baltimore and Ohio Railroad eröffnet, die das östliche Schienennetz mit dem Ohio- und Mississippi-Flussschifffahrtssystem verband; Moundsville war ein wichtiger Hafen bis 1861, als der Sezessionskrieg das Flusssystem stilllegte und der Eisenbahn großen Schaden zufügte. Die Fostoria Glass Company (spezialisiert auf mundgeblasene Glaswaren) hatte von 1891 bis 1986 ihren Hauptsitz in Moundsville. Das West Virginia State Penitentiary war von 1867 bis 1995 in Moundsville in Betrieb. Am 4. August 1927 landete Charles Lindbergh mit der Spirit of St. Louis auf dem Langin Field in Moundsville.

## Demografie
Nach einer Schätzung von 2019 leben in Moundsville 8252 Menschen. Die Bevölkerung teilt sich im selben Jahr auf in 98,3 % Weiße, 0,2 % Afroamerikaner, 0,1 % Asiaten, 1,1 % Ozeanier und 0,3 % mit zwei oder mehr Ethnizitäten. Hispanics oder Latinos aller Ethnien machten 1,7 % der Bevölkerung aus. Das mittlere Haushaltseinkommen lag bei 34.701 US-Dollar und die Armutsquote bei 20,7 %.

## Söhne und Töchter der Stadt
- Frank De Vol (1911–1999), Komponist, Bandleader und Arrangeur
- Davis Grubb (1919–1980), Schriftsteller
- Arch A. Moore (1923–2015), Politiker und Gouverneur von West Virginia